# Echeveria calderoniae
Echeveria calderoniae ist eine Pflanzenart aus der Gattung der Echeverien (Echeveria) in der Familie der Dickblattgewächse (Crassulaceae).

## Beschreibung
Echeveria calderoniae bildet verzweigte Pflanzen aus, deren Triebe nur sehr kurz sind. Die Blattrosetten werden etwa 12 Zentimeter im Durchmesser groß und bestehen aus 20 bis 30 Blättern. Die lanzettlichen bis schmal länglichen, zugespitzten Blätter haben eine rötliche Spitze. Ihre Länge beträgt 2 bis 6 Zentimeter, die Breite 0,5 bis 0,9 Zentimeter. Sie sind 2 bis 4 Millimeter dick und grün gefärbt. Im Alter werden sie rötlich.
Der Blütenstand ist ein 6 bis 12 Zentimeter langer Wickel. Die Blütenstiele sind 3 bis 9 Millimeter lang. Die aufsteigenden Kelchblätter werden 3,5 Millimeter breit und 10 Millimeter lang. Die Blütenkrone ist 8 bis 12 Millimeter lang und hat nahe der Basis einen Durchmesser von 3 bis 6 Millimeter. Sie ist unten rötlich oder orange und oben gelb gefärbt.

## Verbreitung und Systematik
Echeveria calderoniae ist in Mexiko im Bundesstaat Guanajuato bei Ocampo verbreitet.
Die Erstbeschreibung erfolgte 1997 durch Emmanuel Pérez-Calix.

## Nachweise